# Oregon Electric Railway Museum

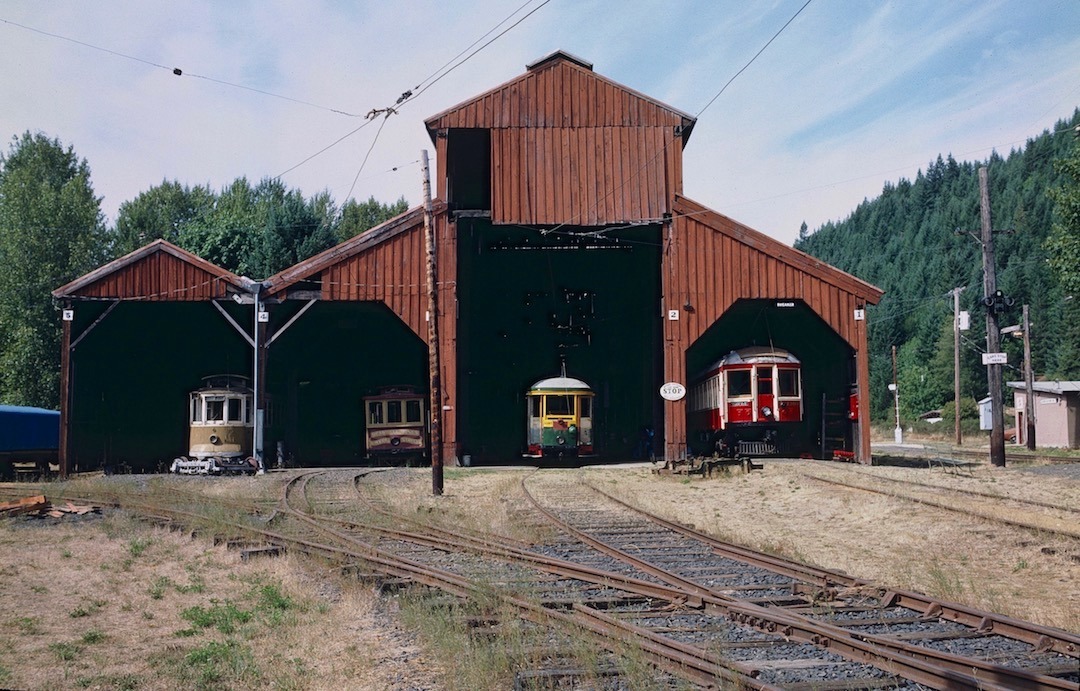
Spårvagnshallen på den tidigare platsen i Glenwood 1959–1995

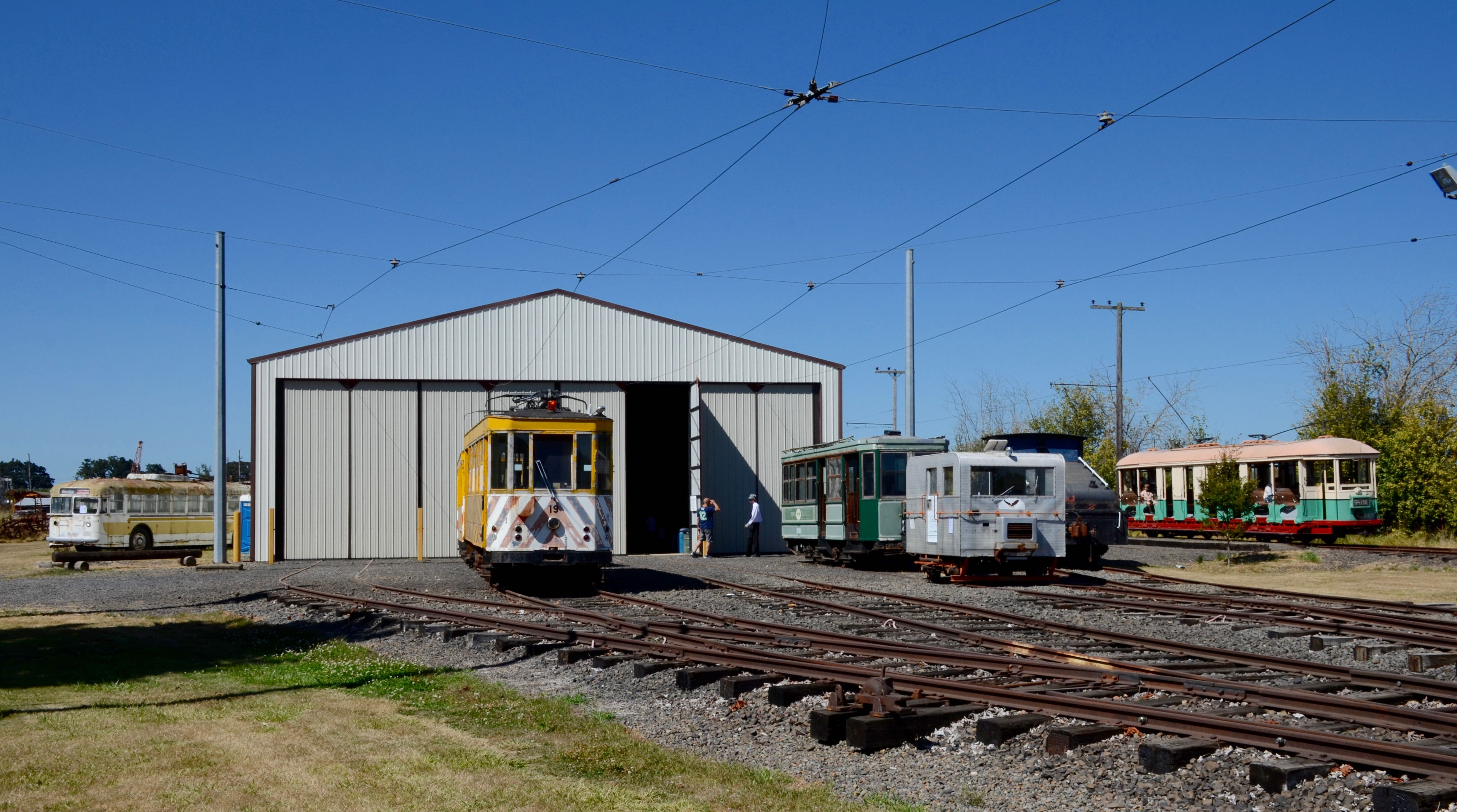
Nuvarande spårvagnshall

Oregon Electric Railway Museum är ett amerikanskt spårvägsmuseum samt museispårväg i Brooks i Oregon. Det drivs av det 1957 bildade ideella föreningen Oregon Electric Railway Historical Society, som också driver museispårvägen Willamette Shore Trolley mellan Portland och Lake Oswego.

## Tidigare museum
Museet öppnade 1959 i Glenwood, 64 kilometer väster om Portland, med körpremiär för museispårvägen 1963. Från 1966 har veteranspårvagnarna gått reguljärt. Glenwood museum byggdes vid en tidigare timmerjärnväg, där en tidigare såg byggde om till spårvagnshall. Museets område var på elva hektar och där fanns en  2,7 kilometer museispårväg.

## Nuvarande museum
Glenwood stängde 1995 och museet återöppnade i Brooks året därpå. Museum har där en 1,6 kilometer lång museijärnväg och en spårvagnshall med fyra spår.

## Bildgalleri

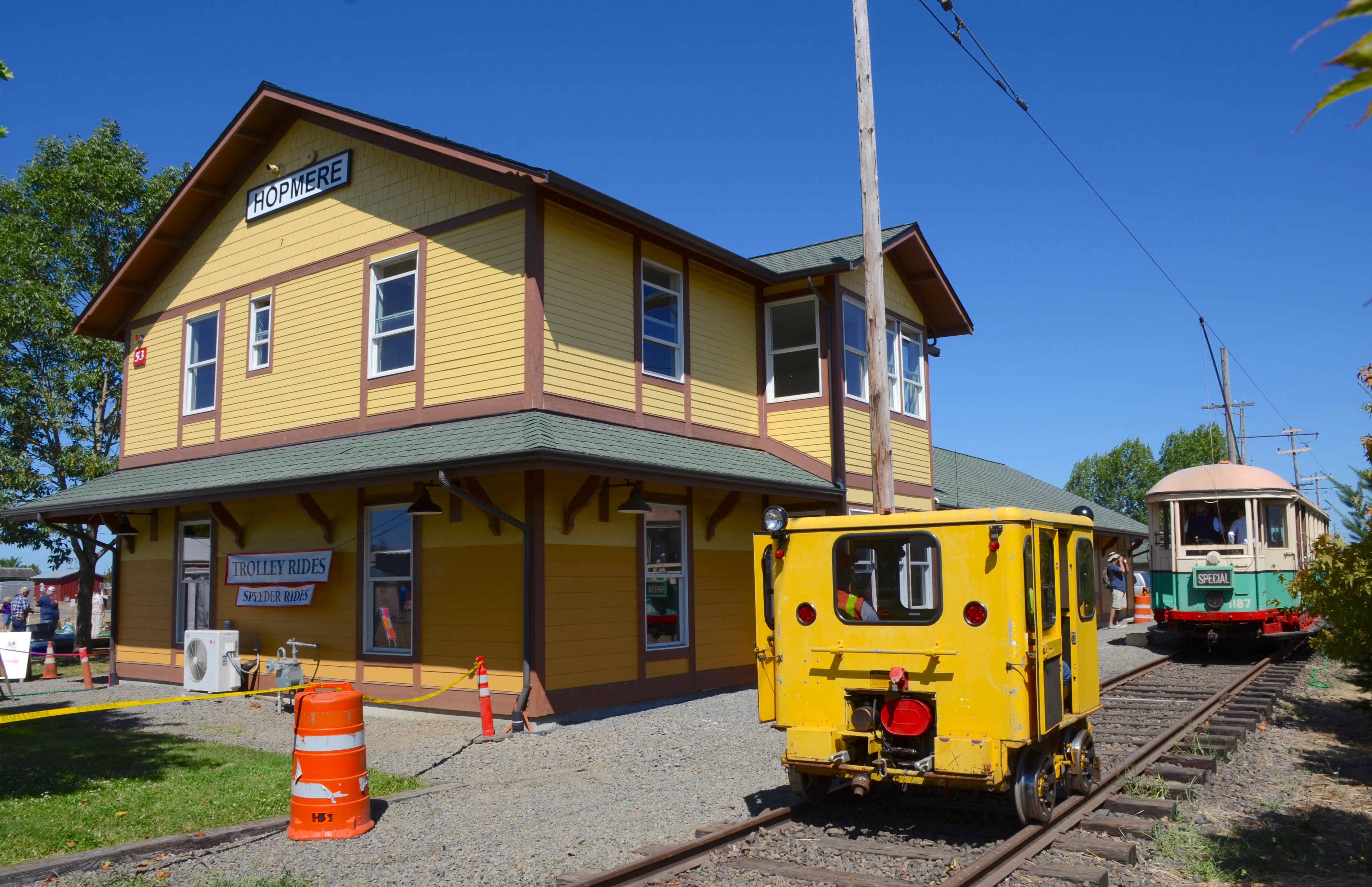
Hopmere Station
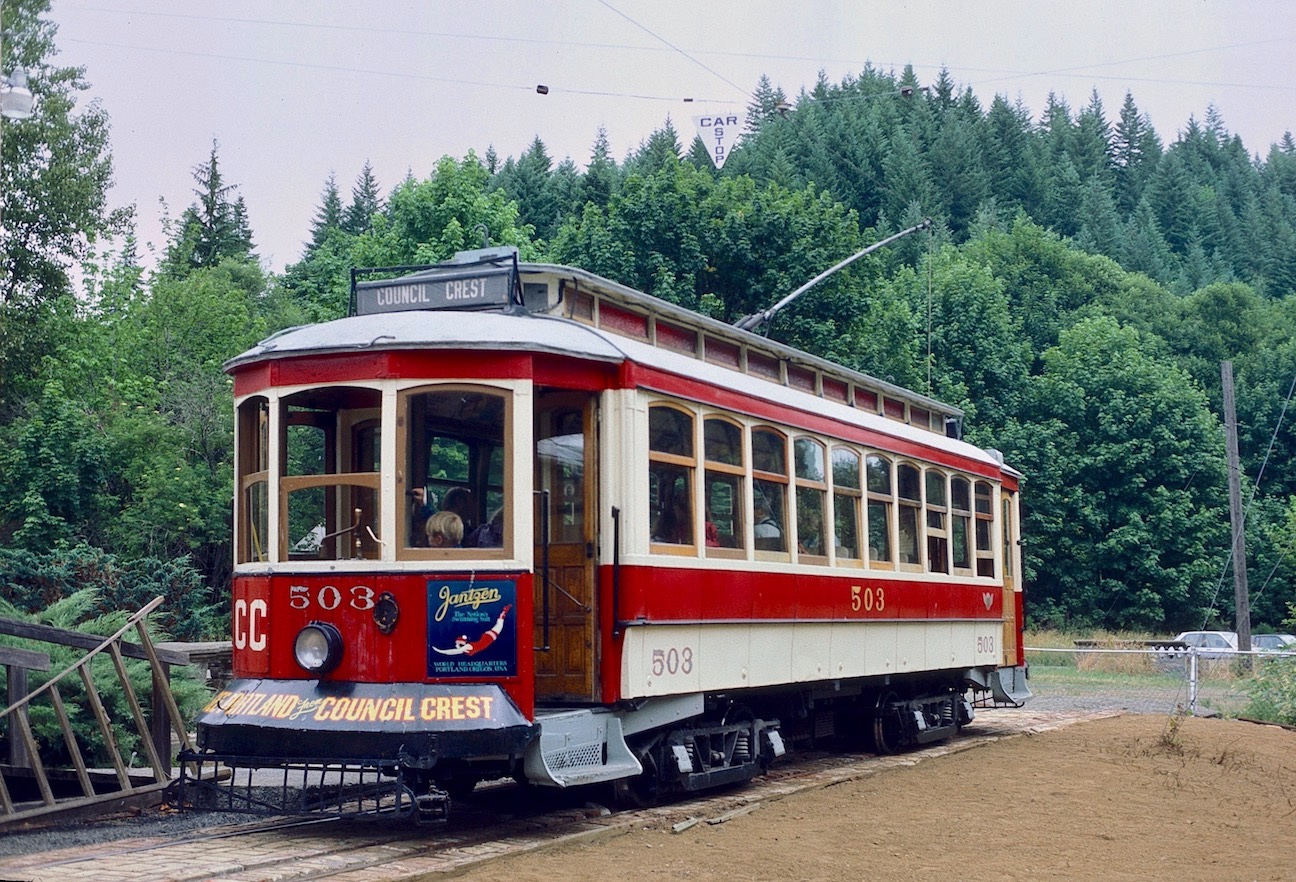
Portland Railway, Light and Power Companys spårvagn 503, tillverkad 1904 av J.G. Brill Company, 1986
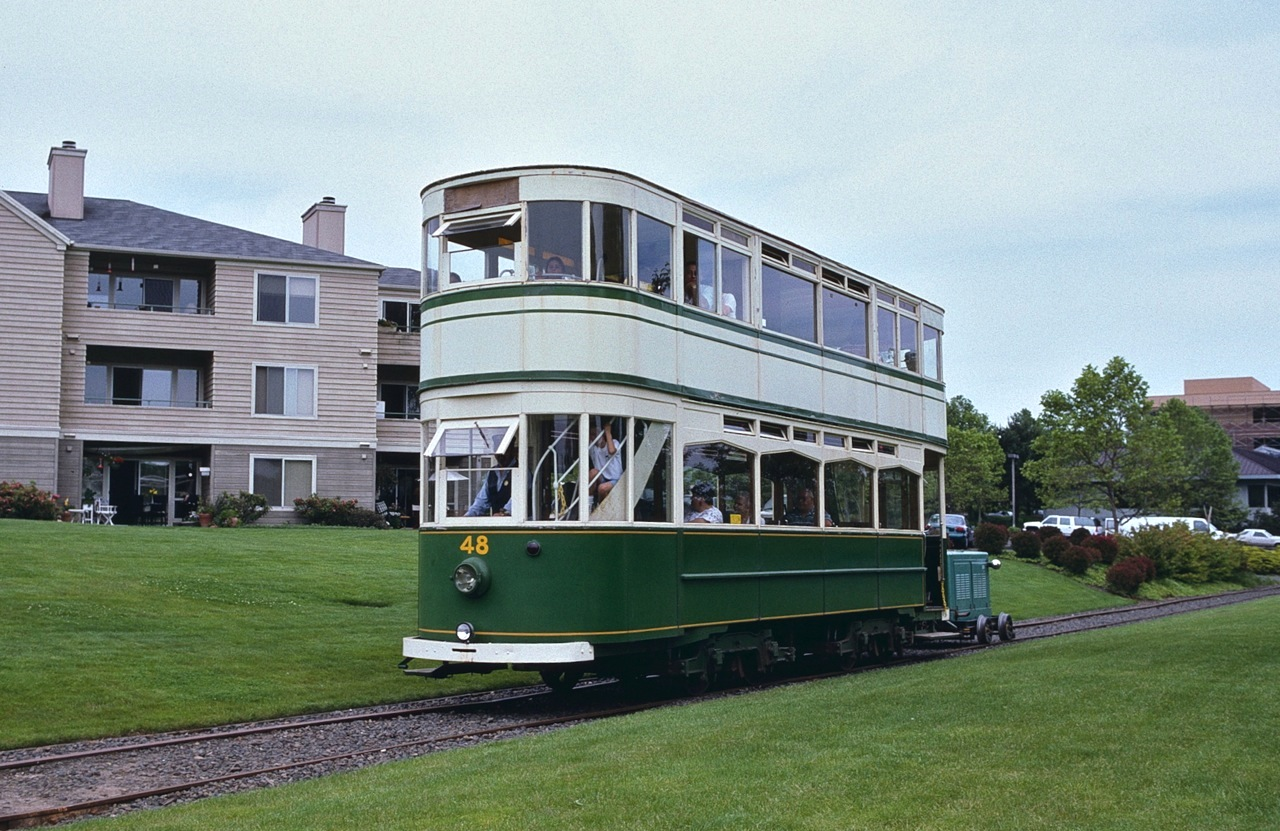
Blackpool Tramway nr 48, en dubbeldäckare, tillverkad 1927. Den är här fotograferad på veteranspårvägen Willamette Shore Trolley utanför Portland.
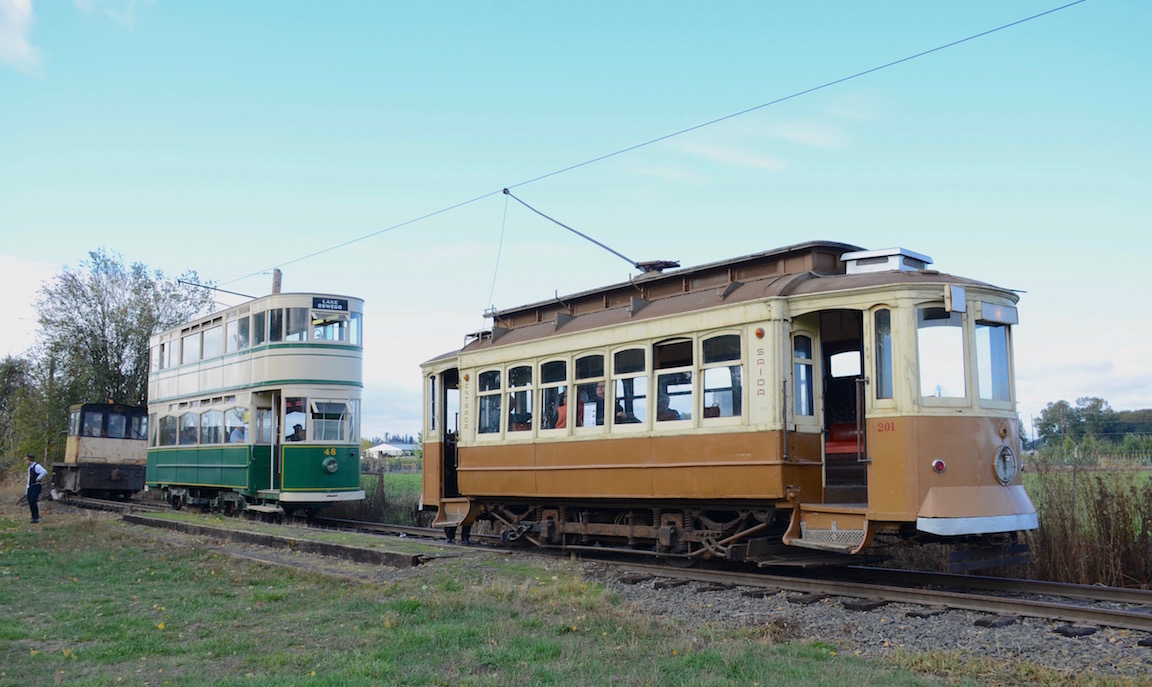
Oportos spårväg nr 210, tillverkad 1940
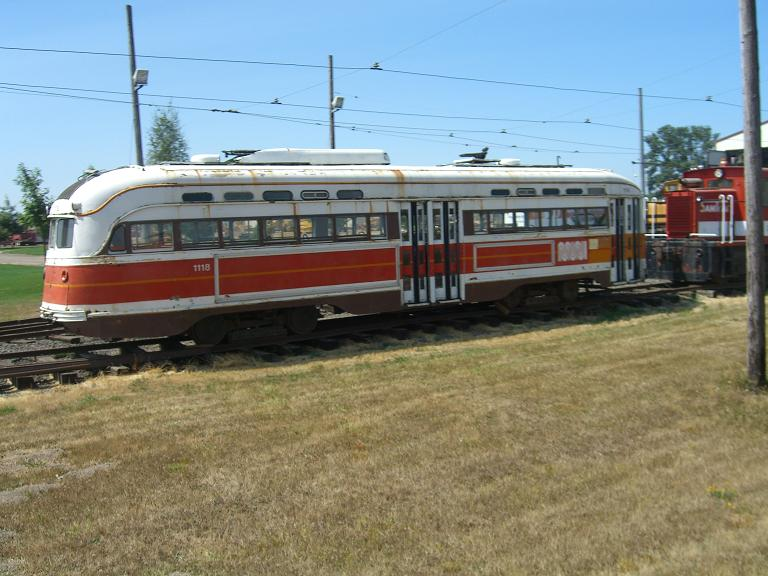
San Franciscos spårväg PCC-spårvagn, tillverkad 1946 av St. Louis Car Company för St. Louis Public Service
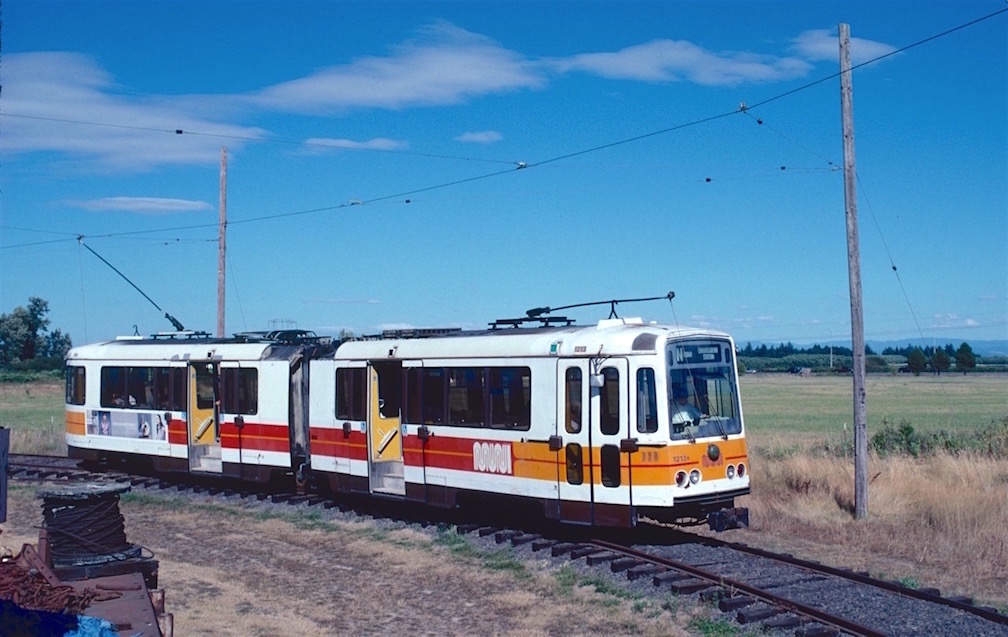
San Francisco Muni nr 1213, 1977
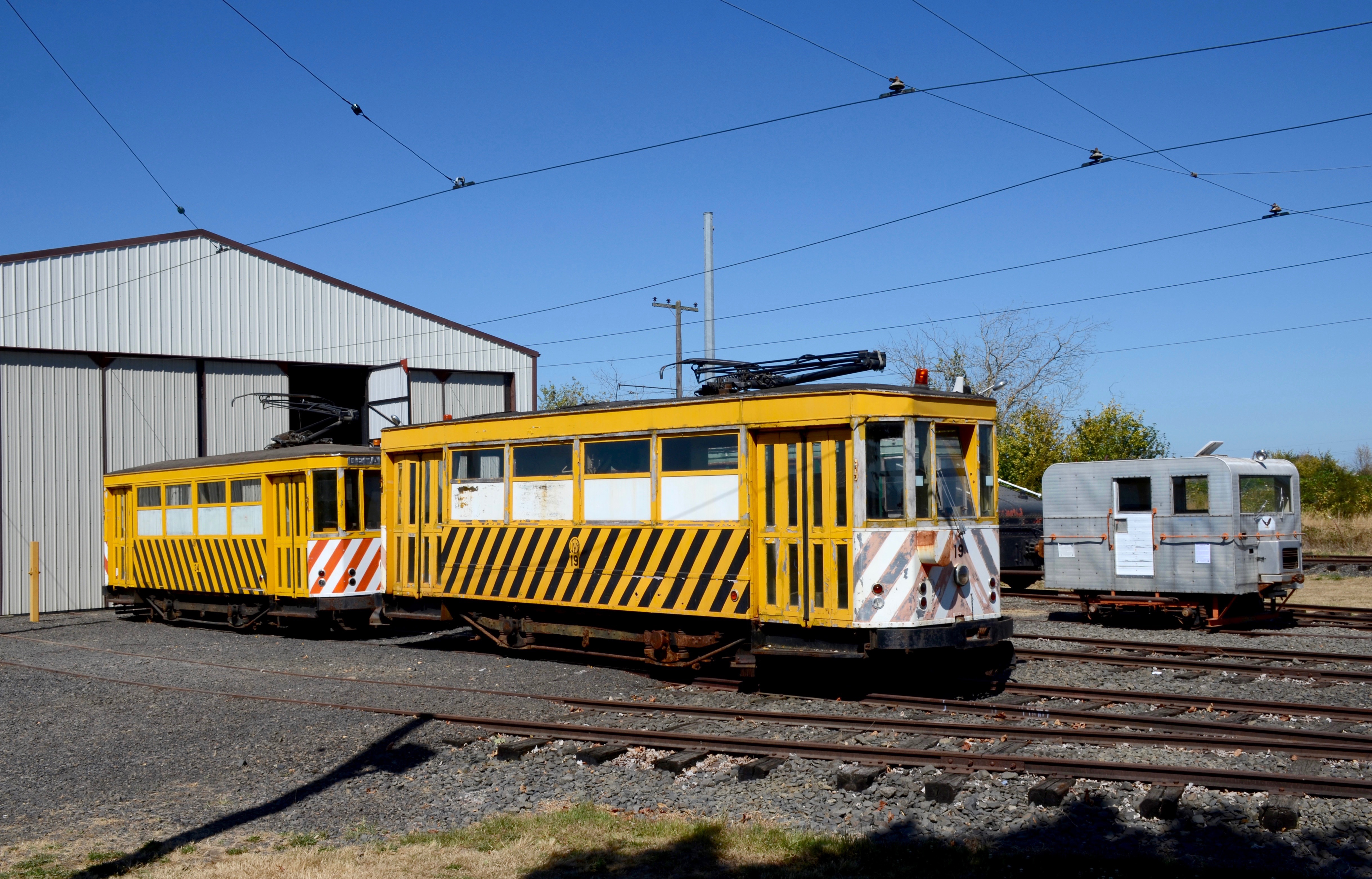
Bryssels spårväg nr 19 från 1934, tidigare passagerarvagn och senare ombyggd till arbetsvagn